# المرأة والإمامة
إمامة المرأة في الصلاة أو القدوة في الصلاة بالمرأة، في الإسلام، هو: أن تكون المرأة إماماً لمن خلفها في الصلاة، تختص الإمامة في صلاة الجماعة بالرجل بحسب رأي أغلب العلماء، ويصلي خلفه الرجال، أو النساء، أو كلاهما معا لكن لا بد من تأخر النساء في الصفوف خلف الرجال، والمرأة لا تخطب في الناس، ولا ترفع صوتها بالأذان، ولكن يمكن أن تؤم النساء.

## إمامة المرأة للنساء
ثبت في كتب السنة النبوية أن المرأة يمكنها أن تؤم النساء، وقد ثبت ذلك عن عائشة بنت أبي بكر وأم سلمة .

## إمامة المرأة للرجال
يرى معظم العلماء أنه لا يجوز للمرأة أن تؤم الرجال في الصلاة، ومنها صلاة الجمعة، ولا أن تخطب فيهم خطبة الجمعة، ولا يجوز للرجال أن يصلوا خلفها، أو يستمعوا خطبتها، ولا يجوز لجماعة النساء إقامة الجمعة إذا لم يحضرهن رجال تصح بهم الجمعة، ولو فعلن ذلك لم تصح الصلاة ولا الجمعة، ووجب عليهن إعادتها ظهراً، ووجب على من صلى خلفهن من الرجال إعادة صلاته. وقد اتفق على هذا الحكم أغلب العلماء والأئمة كأبي حنيفة ومالك والشافعي وأحمد وغيرهم.
بينما ذهب بعض العلماء إلى جواز إمامة المرأة بالرجال في النوافل، واشترط البعض لذلك بأن تكون أقرأ من الرجال، أو بأن تكون من محارمهم، وبأن تقف خلفهم لأنه أستر لها ويأتموا بها وتصح صلاتهم.
ورأى بعض أهل العلم كالطبري والمزني وأبي ثور صحة إمامة المرأة بالرجال مطلقاً فيما عدا خطبة وصلاة الجمعة.

## أمينة ودود ومسألة الإمامة
قامت أمينة ودود بإمامة الرجال والنساء لصلاة الجمعة في إحدى الكنائس الأمريكية بعد أن رفضت المساجد استقبالها كإمامة للجنسين، وقد لقي فعلها هذا استهجانا من مختلف العلماء في الدول الإسلامية.